# Shake, shook, shaken
Shake, shook, shaken es el tercer álbum de la banda franco-finlandesa The Dø, publicado el 29 de septiembre de 2014 en Francia, Benelux, Suiza y Andorra. Fue publicado para el resto del mundo a finales del 2014.
Shake Shook Shaken pasó a ocupar el puesto número 7 en la lista general francesa en su semana de estreno, siendo el número uno en el ranking digital. También recibió una nominación al Premio Álbum Independiente Europeo del Año de IMPALA.
El álbum fue galardonado con el "Rock album of the Year" en el Victoires de la Musique en febrero de 2015.

## Lista de canciones
1. Keep your lips sealen (3:23)
2. Trustful hands (4:05)
3. Miracles (back in time) (4:29)
4. Sparks (3:47)
5. Going through walls (2:52)
6. Despair, hangover & ecstasy (2:53)
7. Anita No! (3:04)
8. A mess like this (4:23)
9. Lick my wounds (3:19)
10. Opposite ways (4:11)
11. Nature will remain (3:37)
12. Omen (2:53)

- Datos: Q50678311